# Architecture arabe non religieuse
 (juin 2021).
- Si vous ne connaissez pas le sujet, laissez ce bandeau (vous pouvez alors contacter les auteurs).
- Si vous supprimez le contenu mis en cause (vous pouvez préalablement contacter les auteurs),

argumentez précisément cette suppression dans la page de discussion
(un manque de référence n'est pas un argument ; une recherche réelle de référence doit avoir été effectuée, être formellement documentée).
 (juin 2013).
Si vous disposez d'ouvrages ou d'articles de référence ou si vous connaissez des sites web de qualité traitant du thème abordé ici, merci de compléter l'article en donnant les références utiles à sa vérifiabilité et en les liant à la section « Notes et références ».
L'architecture arabe non religieuse regroupe tous les bâtiments à vocation non religieuse de style arabe.

## Histoire
Au cours des temps, l’architecture orientale s’est acclimatée à l'Europe, (Espagne, Sicile, Venise, Turquie...) tout comme l’architecture occidentale a également bâti sous les climats sub-sahariens (Rabat, Alger, Tunis, Le Caire...). 

## Styles
Les activités humaines publiques, en dehors de la sphère privée du religieux, ont développé un très grand nombre de styles architecturaux.
- Architecture militaire : kasbah
- Architecture mauresque
- Architecture néo-mauresque
- « Style mauresque » au XIXe en Europe
- Art ottoman
- Le style Haussmannien a été employé dans plusieurs villes sub-sahariennes (université d'Alger)
- Art nouveau (Théâtre municipal de Tunis)